# Christina des Isles
Christina des Isles (fl. 1290–1318) est une aristocrate écossaise du XIVe siècle. Elle était la fille d'Ailéan mac Ruaidhrí, un membre du Clann Ruaidhrí. Bien que Ailéan ait deux fils, Lachlann et Ruaidhrí, tous deux semblent avoir été de naissance illégitimes contrairement à Christina qui était une enfant légitime et sans doute la fille d'Isabella l'épouse d'Ailéan.

## Famille
Christina est une fille d'Ailéan mac Ruaidhrí. Ce dernier était un fils de  Ruaidhri mac Raghnaill, Seigneur du Kintyre, 
et éponyme du Clann Ruaidhrí. Ailéan avait également deux fils: Lachlann et Ruaidhrí. Alors que 
Christina était sa fille légitime, ses deux frères étaient à l'évidence de naissance illégitime.
Ailéan est attesté jusqu'en 1284, lorsqu'il participe ou conseil de gouvernement de Scone. Il disparaît certainement entre cette mention et 1296, et semble être mort mort avant cette date. la veuve d'Ailéan se nommait Isabella, une femme qui doit avoir été la mère de Christina. Entre les décès d'Ailéan et celui Alexandre III d'Écosse, Isabella épouse Ingram de Umfraville. Si Christina était encore une enfant à cette époque, il est possible qu'elle ait été élevée par Ingram.
En février 1293, le Parlement écossais soutient la revendication d'Ingram et Isabella relative à un don d'une valeur de 100 merks de domaine en tenure (dont quarante merks localisés dans le sheriffdom de Carrick). Il est reconnu que ces droits provenaient de la dot liée à l'union d'Isabella avec Ailéan et qu'ils reviendraient au couple à moins que les héritiers  Ailéan soient capables de les recevoir eux-mêmes. La même année, la Couronne d'Écosse crée plusieurs nouveaux sheriffdoms dans les régions de l'ouest du royaume. L'un de ces offices de sheriff est celui de  Skye, une juridiction qui non seulement comprend les domaines du  Clann Ruaidhrí, mais qui est placée sous l'autorité du comte de Ross.